# 두바우셀도마뱀붙이
두바우셀도마뱀붙이(Hoplodactylus duvaucelii), 일명 두바우셀 게코(Duvaucel's gecko)는 돌도마뱀붙이과에 속한 도마뱀의 일종이다.

## 분포
두바우셀도마뱀붙이는 뉴질랜드에서 그레이트배리어섬(:en:Great Barrier Island), 쿡 해협의 몇몇 섬들 따위의 포식자가 없는 연안의 섬들에서 발견된다. 두바우셀도마뱀붙이는 2010년 3월에 마웅가타우타리(en:Maungatautari) 자연보호구역의 함정에 포획된 적이 있으며, 이로 미루어보았을 때 아마 본섬에서 멸종되지 않은 것 같다. 유전적 분석을 통해 이 도마뱀붙이류가 옛 본토의 개체군의 흔적과도 같다는 것을 입증하였다.

## 형태
두바우셀도마뱀붙이는 주둥이에서 항문까지(SVL) 최대 16 cm (6.3 in), 꼬리까지 최대 30 cm (12 in)이고, 몸무게는 최대 120 그램에 달하여 현재 뉴질랜드에 서식하는 도마뱀붙이류 중 제일 크다. 야생 최장수 개체는 36년 이상 살았다.
두바우셀도마뱀붙이는 몸통이 굵직하고, 머리는 큼직하며, 발가락은 길고 빨판은 넓적하다. 색깔은 갈색 바탕에 올리브색 무늬가 드문드문 나있다. 보통 뒤통수에서 꼬리 밑동까지 여섯 개의 불규칙한 반점무늬가 나있으며, 줄무늬는 찾아볼 수 없다.

## 생태
두바우셀도마뱀붙이는 야행성이지만 때때로 햇볕을 쬔다. 보통 푸리리나방(:en:puriri moth), 웨타같이 상대적으로 큰 먹잇감을 노린다. 화석을 보아서는 한때 훨씬 널리 분포해있었으나, 도입된 포유류가 전부 먹어치워 분포 범위가 크게 줄어들었다. 두바우셀도마뱀붙이는 지면과 수목에서 먹이를 찾으며, 덤불과 삼림, 섬의 해안가의 제한된 영역에 서식한다. 암컷은 알이 아니라 새끼를 낳는다.
종명은 인도를 탐사한 프랑스의 박물학자 알프레드 두바우셀(:en:Alfred Duvaucel)의 이름을 잘못 따왔다. 유럽으로 가져온 박물관 표본들은 그의 이름을 기렸으며, 그 이후에야 이 동물이 뉴질랜드에서 왔다는 것을 발견했다.

## 보전
두바우셀도마뱀붙이는 2016년 말에 80 마리의 동물들이 타와라누이반도(:en:Tawharanui Peninsula)의 타와라누이개방피난처(Tāwharanui Open Sanctuary)에 풀려날 때 뉴질랜드 본토로 재도입되었다.

## 참고 문서
- 뉴질랜드의 도마뱀붙이류(:en:Geckos of New Zealand)

## 참고 문헌
- Boulenger GA (1885). Catalogue of the Lizards in the British Museum (Natural History). Second Edition. Volume I. Geckonidæ ... London: Trustees of the British Museum (Natural History). Taylor and Francis, printers). xii + 436 pp. + Plates I-XXXII. (Hoplodactylus duvaucelii, pp. 172-173).
- Duméril AMC, Bibron G (1836). Erpétologie générale ou Histoire naturelle complète des Reptiles, Tome troisième [Volume 3]. Paris: Roret. iv + 517 pp. (Platydactylus duvaucelii, new species, pp. 312-314). (in French).
- Nielsen, Stuart V.; Bauer, Aaron M.; Jackmann, Todd R.; Hitchmough, Rod A.; Daugherty, Charles H. (2011). "New Zealand geckos (Diplodactylidae): Cryptic diversity in a post-Gondwanan lineage with trans-Tasman affinities". Molecular Phylogenetics and Evolution 59 (1): 1–22.